# Neottia nidus-avis
Neottia nidus-avis là một loài lan trong chi Neottia.

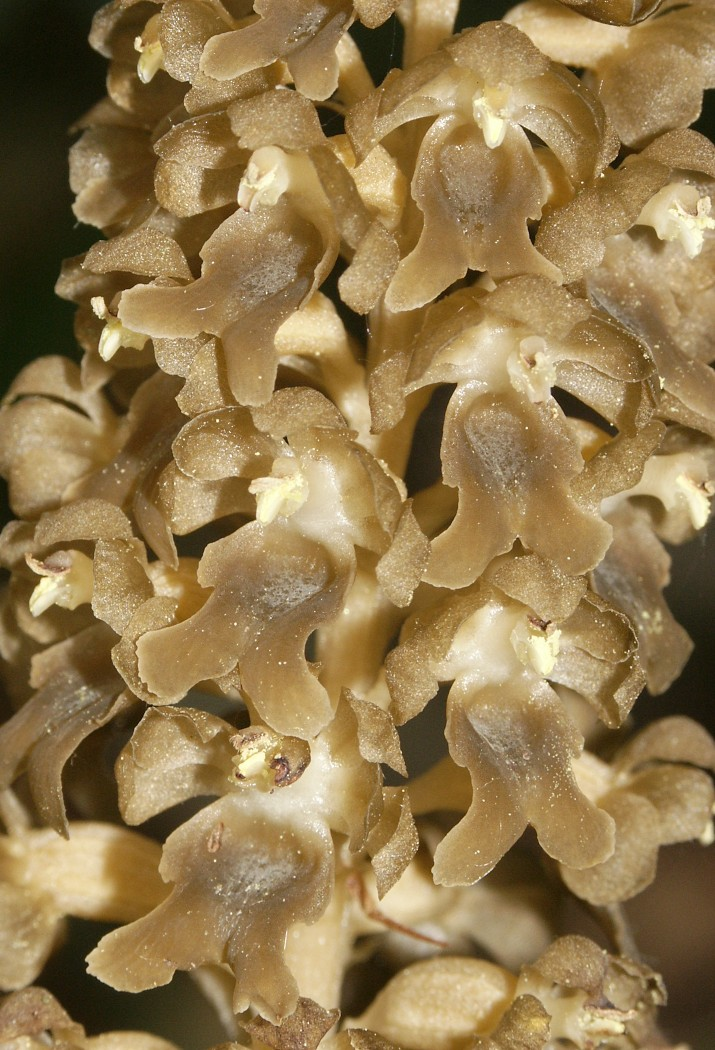
Close-up of the flowers

## Hình ảnh

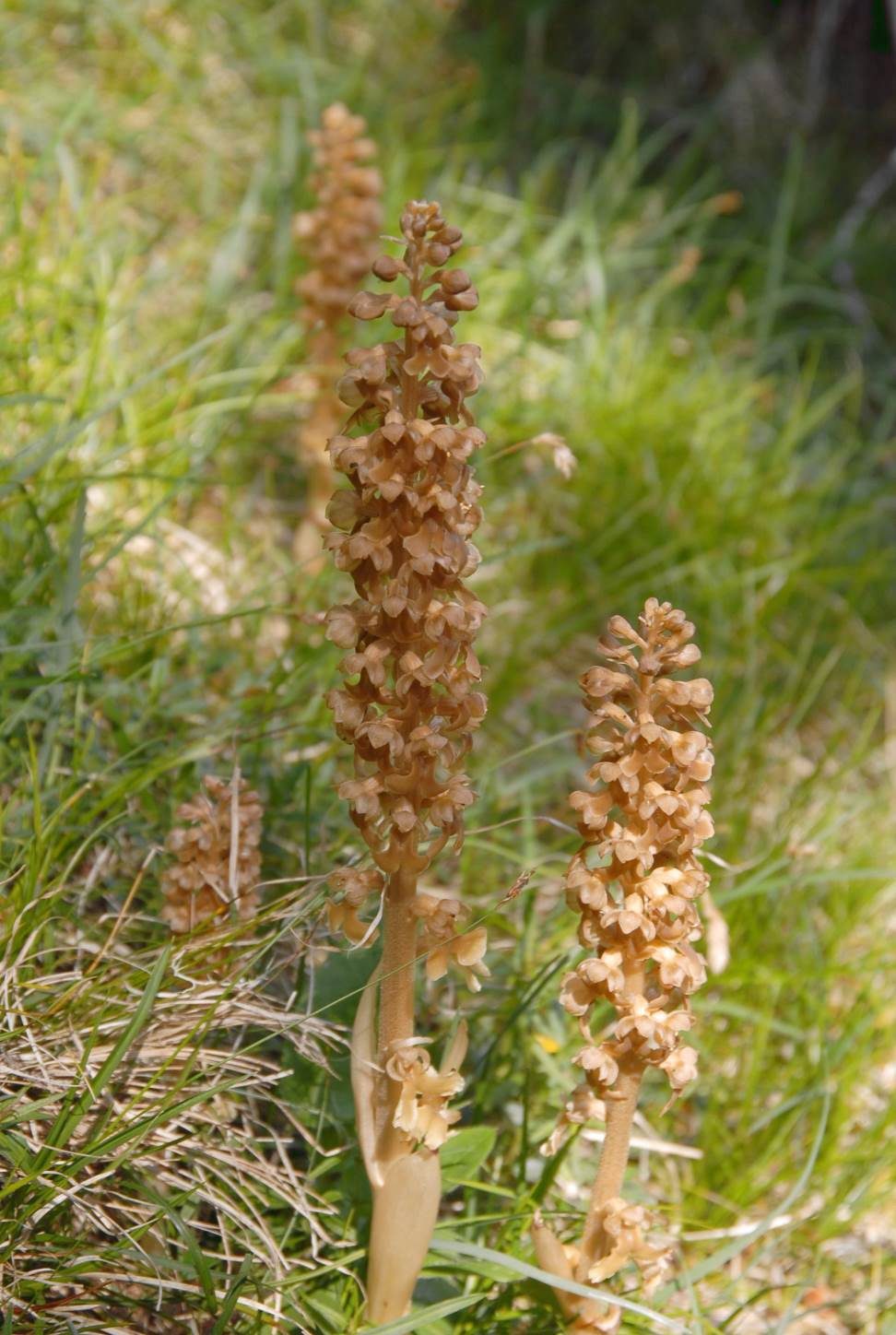
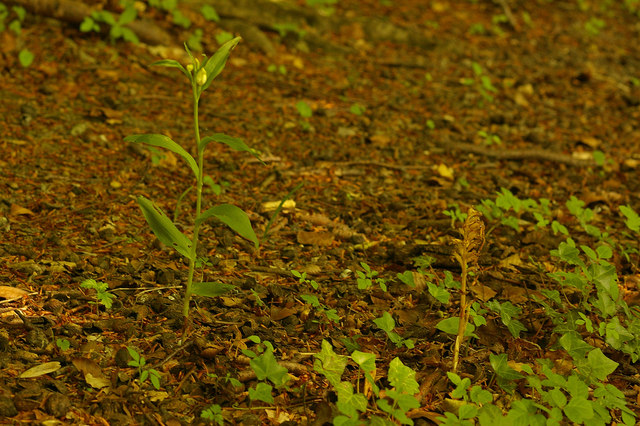
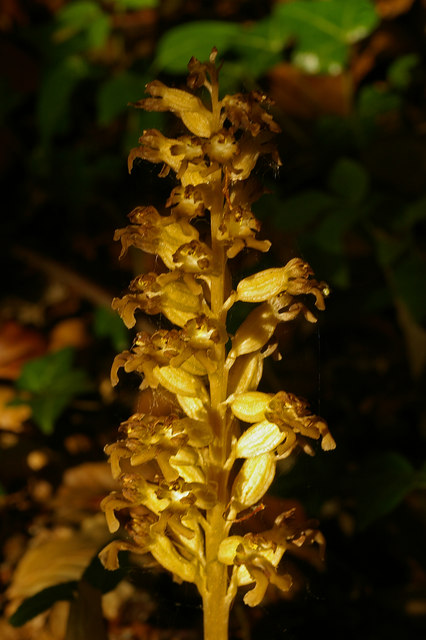
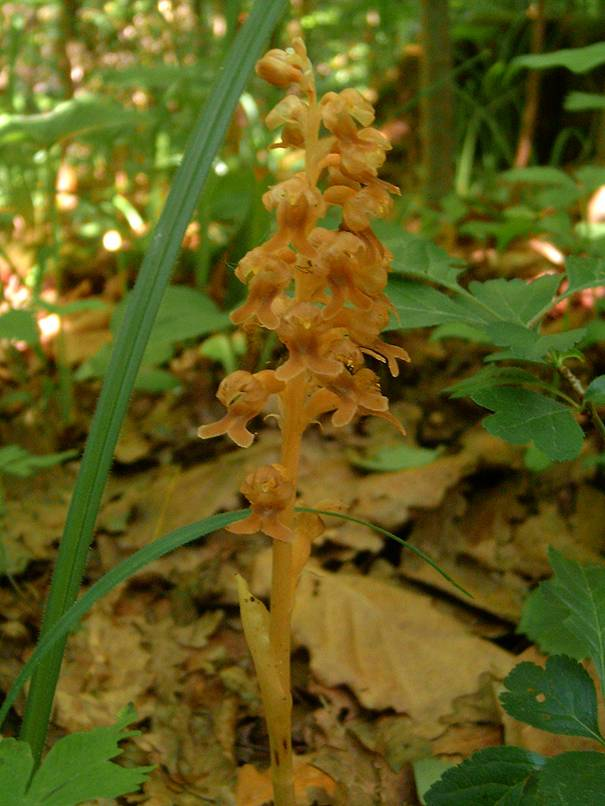